# Storia dell'archivistica
Per storia dell'archivistica si intende la riflessione condotta dagli intellettuali prima, e poi dagli archivisti, intorno alla realtà degli archivi. Tale riflessione, che si basa sulla considerazione dell'identità ontologica di che cosa sia l'archivio e quali siano le sue funzioni all'interno del contesto della civiltà umana, nacque a partire dall'età antica e si sta protraendo finora con lo sviluppo delle tecnologie informatiche nella sua declinazione digitale. 

## Storia dell'archivistica

### Vicino Oriente antico

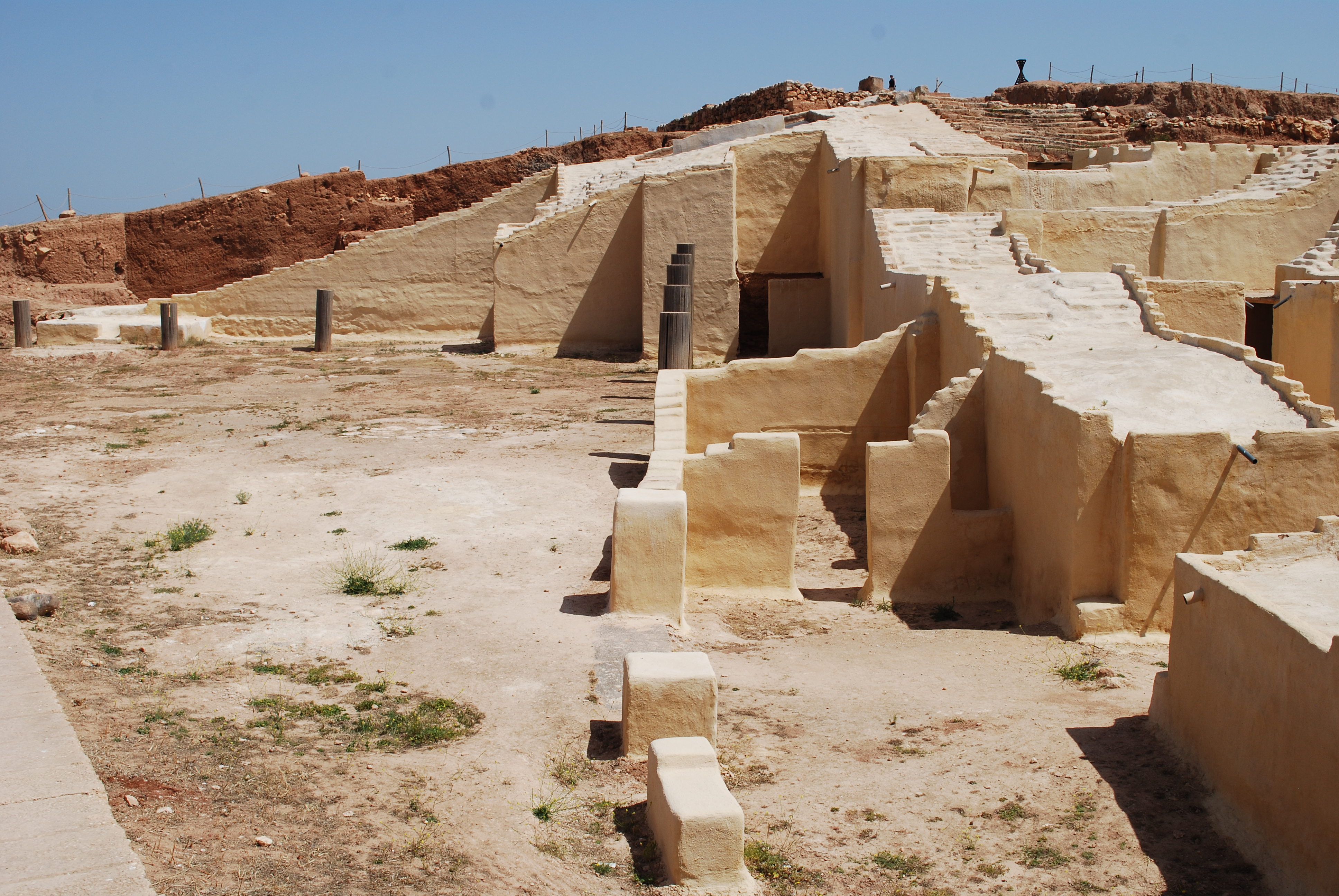
Rovine del Palazzo Reale di Ebla, sede dell'antico archivio del regno.

Gli archivi, intesi come testimonianza dell'attività umana, sono sempre esistiti in quanto l'archivio serve all'uomo per la sua attività quotidiana. Le prime testimonianze di archivio risalgono all'epoca dei Sumeri (III millennio), quando cioè risalgono i primi supporti stabili. I Sumeri, infatti, furono un popolo che si legarono in civiltà stabile, svilupparono la scrittura (scrittura cuneiforme = 3500 a.C.) e avevano necessità di lasciare testimonianza delle loro attività quotidiane (come i commerci, esercizi contabili). Ne sono testimonianza le collezioni di tavolette scoperte a Nippur (ca 30.000) e a Mari (più di 25.000 tavolette), databili intorno al II millennio a.C.
In area mesopotamica, i Babilonesi scrissero su pietra il Codice di Hammurabi, scoperto a Sura ad inizi '900; presso il popolo assiro, invece gli archeologi hanno rinvenuto in un'ala del palazzo reale di Assurbanipal a Ninive 22.000 tavolette d'argilla, corrispondenti alla biblioteca ed agli archivi del palazzo del VII secolo a.C..
Spostandoci nel Medio Oriente, tra il 1976 e il 1977, una spedizione italiana guidata da Paolo Matthiae ha riportato alla luce gli archivi reali di Ebla, in Siria: i documenti ivi conservati sono circa 17.000 tavolette scritte in scrittura cuneiforme e questa rivelazione ha permesso di comprendere l'organizzazione archivistica di quella popolazione.
Gli Egiziani, al contrario dei popoli precedenti, usarono come supporto il papiro e degli egizi non abbiamo molte testimonianze perché il papiro è un supporto completamente deteriorabile.

### Greci e Romani

#### Introduzione

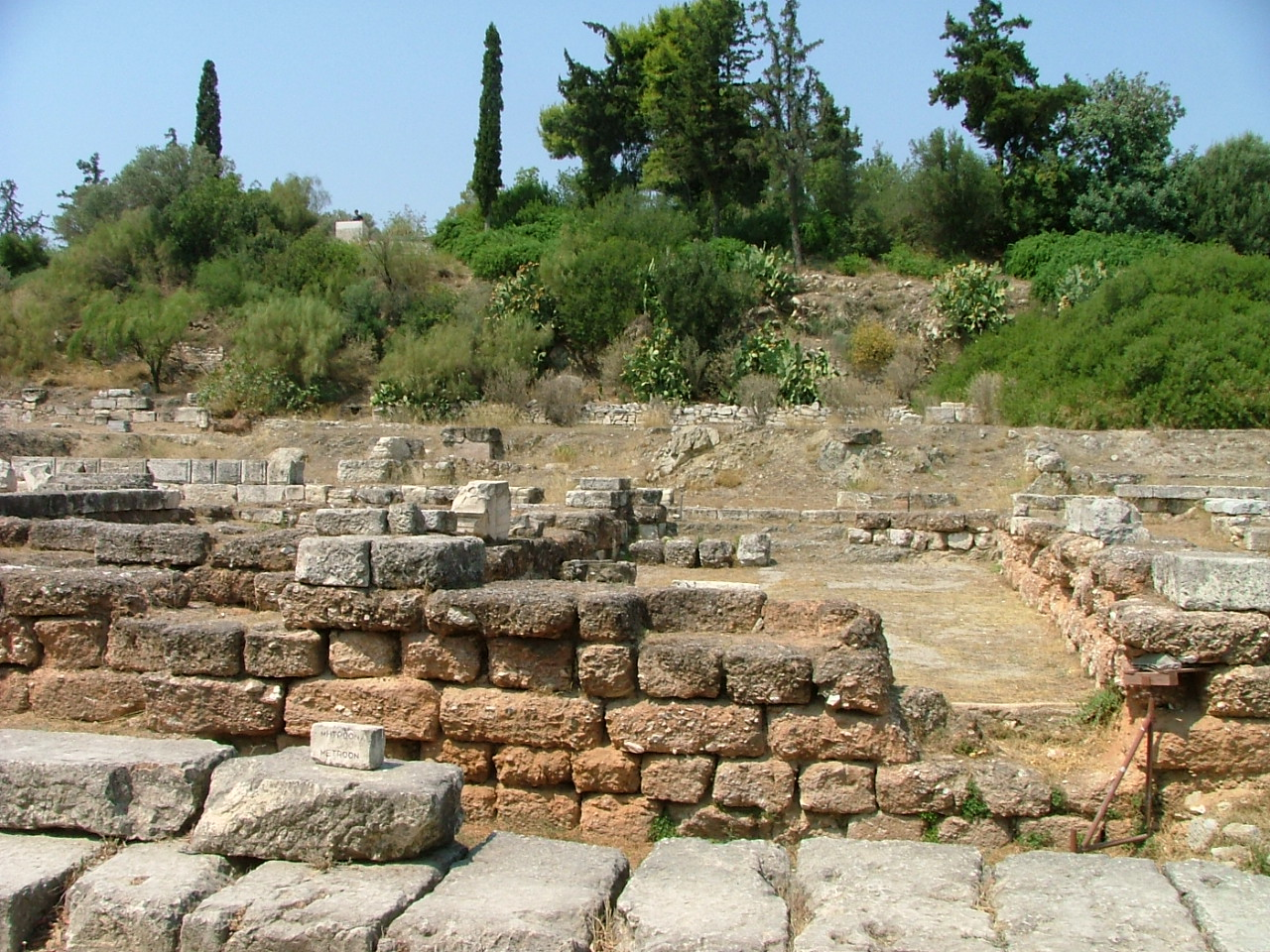
I resti del Metroon dell'agorà di Atene.

Nell'età classica si passò a supporti più agili e leggeri (papiro, pelle, pergamena), ma anche più volatili, tanto che la stragrande maggioranza degli archivi egiziani, greci e romani è oggi perduta. Restò però l'uso di registrare alcuni avvenimenti di massima importanza su supporti più duraturi, come le incisioni su lastre di marmo o di pietra, per salvaguardarne la memoria in eterno (epigrafia).

#### Il mondo greco
Presso gli antichi greci era pratica comune esporre in luoghi pubblici i documenti che potessero avere un interesse per la cittadinanza. Con il passare del tempo si decise di far confluire i documenti che avevano una rilevanza pubblica nel Metroon, ossia l'archivio pubblico centrale di Atene in cui venivano custoditi anche le tragedie e le commedie.
A causa della fragilità dei supporti documentari (papiro, tavolette cerate), si è conservato poco o niente degli antichi archivi della civiltà ellenica: un esempio sono trentanove tavolette di bronzo che facevano parte dell'archeion del tempio di Zeus a Locri Epizefiri, l'attuale Locri in Calabria.

#### Roma
(Frase attribuita al giurista del II/III secolo d.C. Ulpiano e riportata nel Corpus iuris civilis di Giustiniano (534 d.C.), in Lodolini, 1991, pp. 24-25)

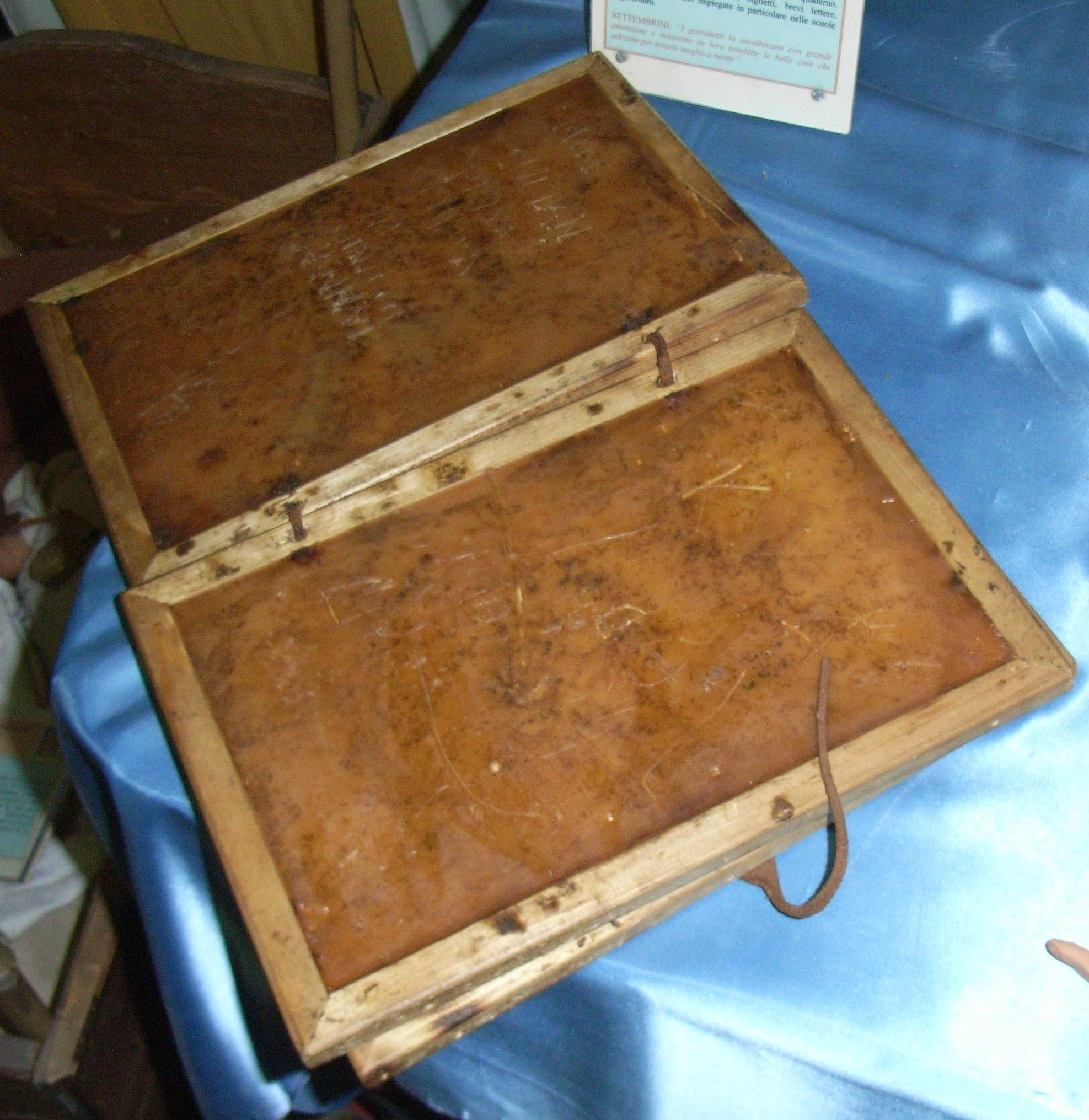
Una tavoletta cerata.

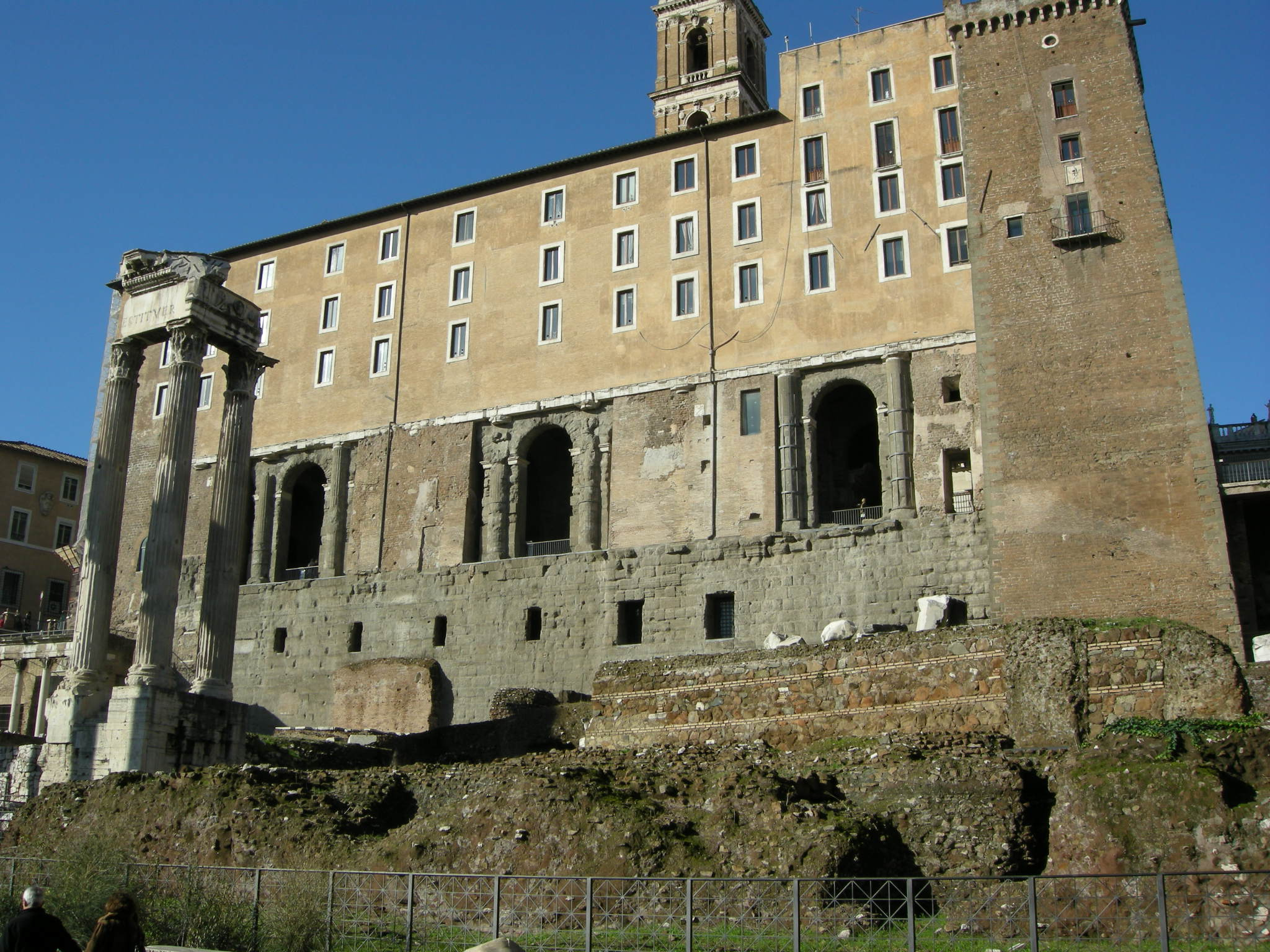
Il Tabularium con sovrapposto il Palazzo dei Senatori.

Anche presso gli antichi romani riscontriamo le stesse problematiche della civiltà greca, ossia la deteriorabilità del supporto scrittorio. Peculiarità della civiltà romana era quello di avere dei funzionari (i notarii) che annotassero le attività quotidiane dei magistrati e di personalità pubbliche nei cosiddetti commentarii, i quali finivano negli archivi privati quando la persona che descrivevano terminava la sua attività pubblica. Nella Roma repubblicana si conosce dalle fonti l'uso di tavolette lignee sie imbiancate e scritte a inchiostro (album), sia rivestite di cera e incise (tabulae cerussatae), che venivano custodite con la massima cura in ambienti sacri. Di esse tuttavia non è pervenuta a noi alcuna traccia.
Se in piena età repubblicana i documenti erano conservati nell'Aerarium Saturni, a partire dal I secolo a.C. fu creato il Tabularium, un archivio centrale situato ai piedi del Campidoglio. Inoltre, in età imperiale viene introdotta la registrazione dei documenti considerati importanti (editti) sui registri conservati nell'archivio imperiale, creato appositamente per raccogliere la documentazione prodotta dagli imperatori romani. Così come per i greci, anche degli archivi romani è rimasto praticamente nulla, se non delle tavolette cerate riscoperte a Pompei e conservatesi fino ad oggi grazie alle sostanze chimiche emesse durante l'eruzione del 79 d.C.

### Medioevo
(Definizione di archivio tratto dal Corpus iuris civilis, riportato in Lodolini, 1991, p. 27)

#### Alto Medioevo

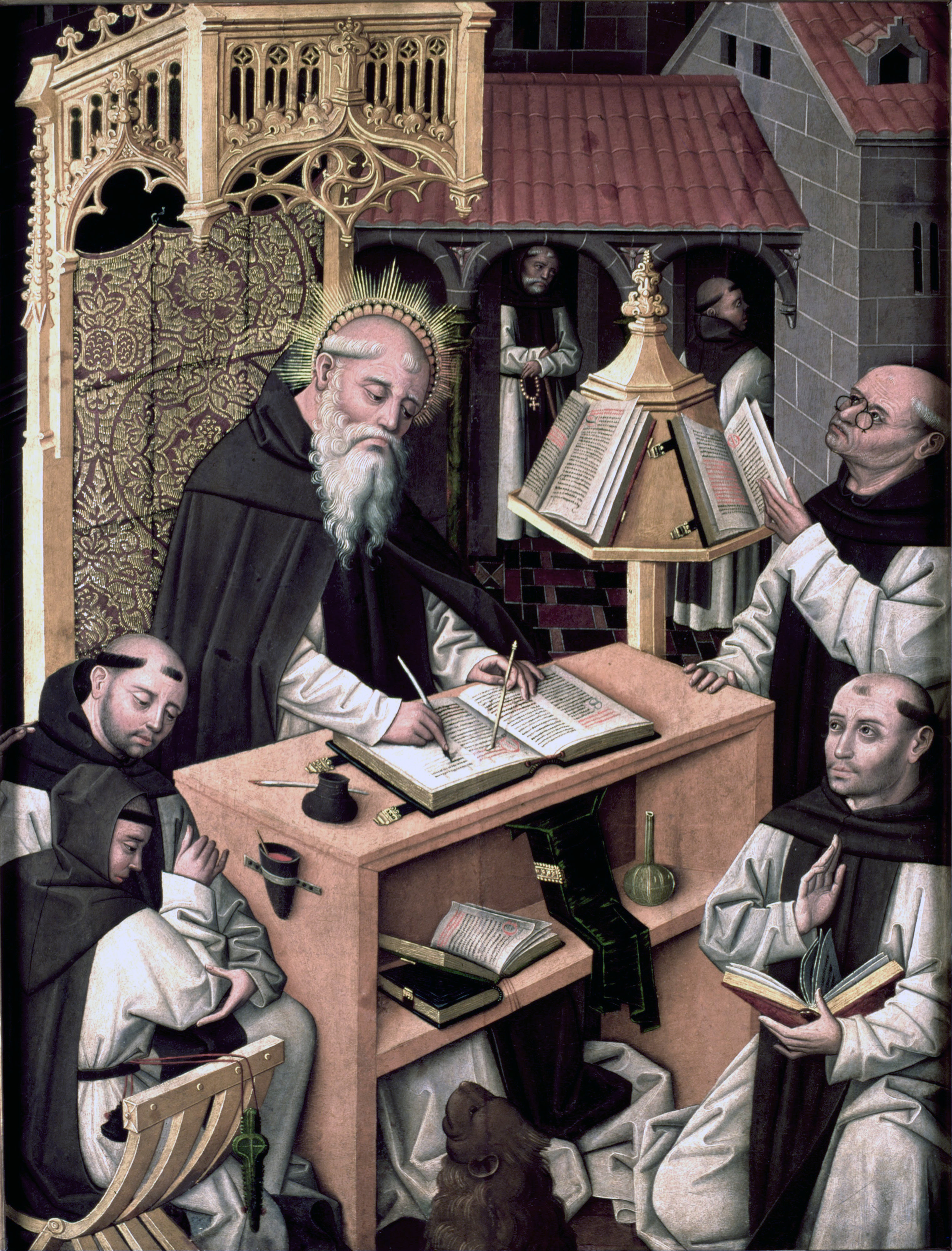
Maestro di Parral, San Girolamo nello scriptorium, pittura, 1480-1490, Museo Lázaro Galdiano, Madrid

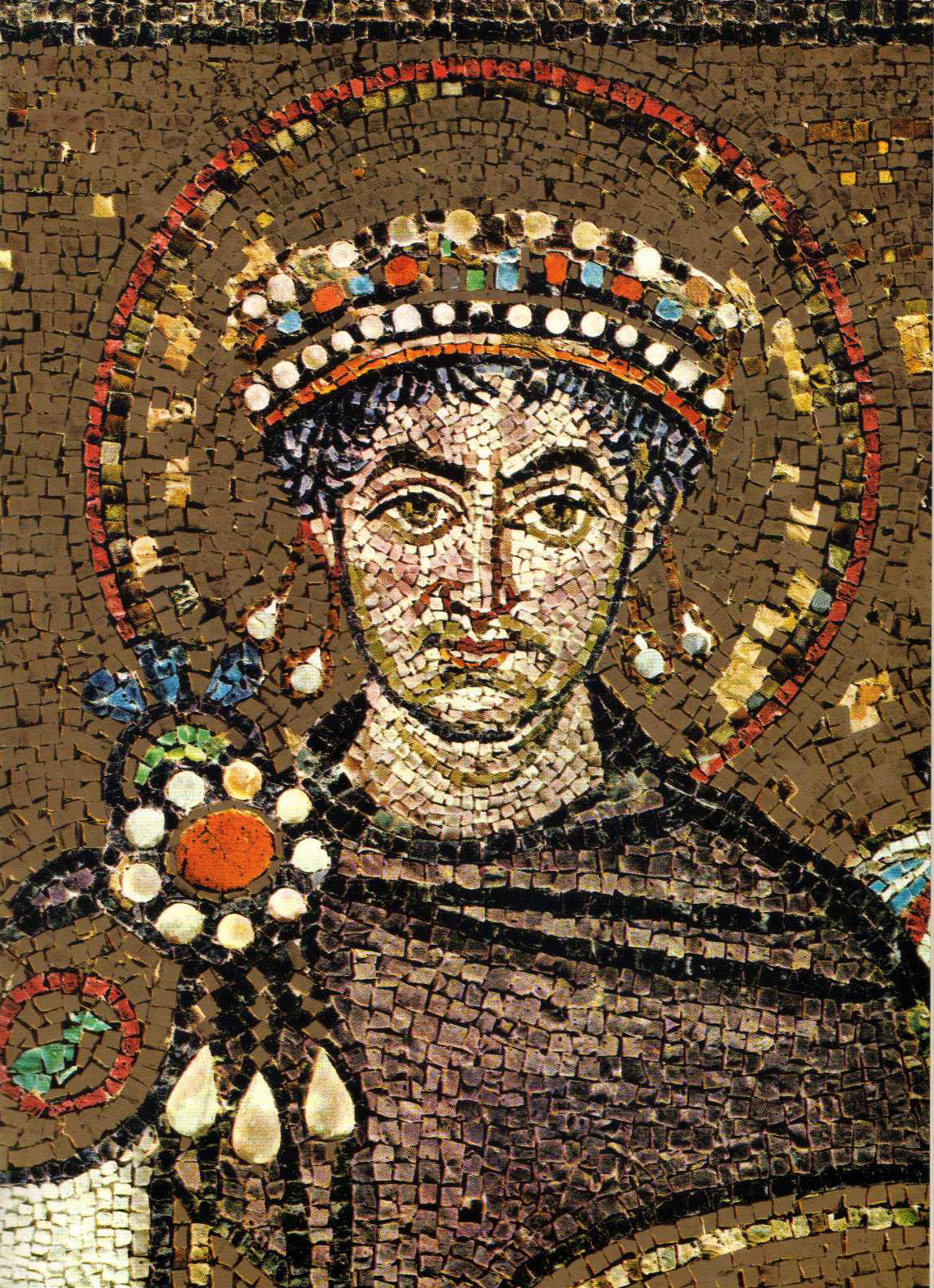
Giustiniano I (527-565), imperatore d'Oriente e fautore, insieme al giurista Triboniano, del Corpus Iuris Civilis.

In seguito al crollo dell'Impero Romano d'Occidente e la confusione generata dagli sconvolgimenti sociopolitici successivi, la documentazione prodotta durante l'Alto Medioevo è alquanto esigua: da un lato, furono prodotti pochi documenti (o se ne sono conservati pochi) da parte delle cancellerie dei regni romano-barbarici; dall'altro, i sovrani e anche le autorità ecclesiastiche locali (vescovi, abati) avevano l'abitudine di portare con sé la documentazione archivistica, delineando così la nozione di archivi itineranti, concezione che rimarrà in uso fino al XII secolo.
Soltanto nell'Impero Bizantino, grazie all'opera giuridica del Corpus Iuris Civilis giustinianeo, conclusasi nel 534 grazie al giurista Triboniano, si riuscì a preservare l'antico ordinamento archivistico romano.
Al contrario, un ruolo fondamentale per la conservazione dei documenti è stata la Chiesa: grazie ai monasteri, nei cui scriptoria operavano i monaci amanuensi dediti alla conservazione della memoria classica e alla produzione di Bibbie o Evangeliari, molta documentazione fu salvata dall'oblio, grazie anche all'imporsi, a partire dalla tarda antichità, dell'utilizzo della pergamena come materiale scrittorio.

#### Basso Medioevo
In seguito alla ripresa dei commerci e alla maggiore stabilità politica e all'ulteriore sviluppo sociale ed economico degli ordini religiosi (in particolare della grandi abbazie) e della Chiesa (in particolare le sedi vescovili) permisero la conservazione di una significativa quantità di documentazione archivistica, via via più consistente.

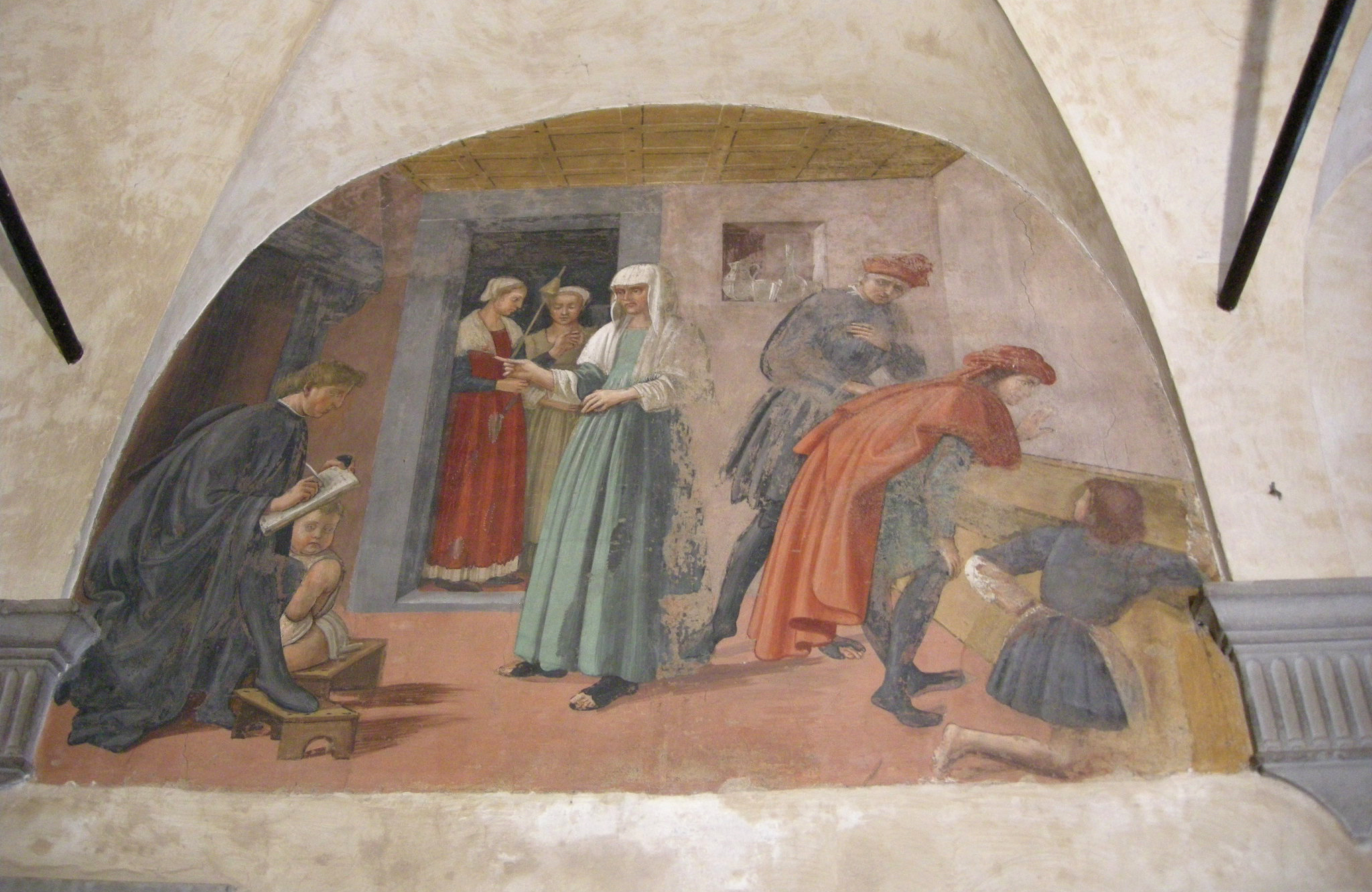
Un notaio redige un inventario, Oratorio di San Martino, Firenze

Il Basso Medioevo vede anche una progressiva emancipazione dell'elemento laico rispetto a quello ecclesiastico nella produzione del patrimonio documentario e culturale in senso lato: le nuove istituzioni comunali, sorte in Italia a parte dal XII secolo, avevano bisogno di tenere in ordine quanto prodotto dai vari uffici. Di conseguenza, nacquero gli archivi comunali che si sarebbero poi sviluppati successivamente nelle istituzioni signorili e che andranno a confluire, negli attuali Archivi di Stato, nelle sezioni preunitarie. All'epoca comunale risalgono anche i primi regolamenti sulle gestione degli archivi pubblici.
Al fianco delle istituzioni comunali, nacquero in questo periodo figure addette alla conservazione dei documenti, i notari, che ordinavano e custodivano il materiale proveniente dagli uffici comunali, rendendolo disponibile per la fruizione dei funzionari pubblici e dei privati cittadini che avessero un interesse pertinente. Si può dire che agli inizi del Trecento quella del notaro-archivista fosse già una professione ben definita e qualificata.
Nella stessa epoca si svilupparono anche gli archivi delle monarchie europee, in quanto l'amministrazione degli Stati avveniva sempre più sistematicamente per mezzo di documenti scritti. Fra i più antichi regni a dotarsi di archivio dobbiamo ricordare il Regno di Sicilia ed il Regno di Napoli, grazie all'interessamento di Federico II prima e dei sovrani angioini che fondarono l'omonimo archivio.

### Età moderna
(Filippo IV di Francia a Pierre d'Etamps, primo archivista regio, citato in Bertini, p. 7)

#### Gli archivi come "arsenali del potere"

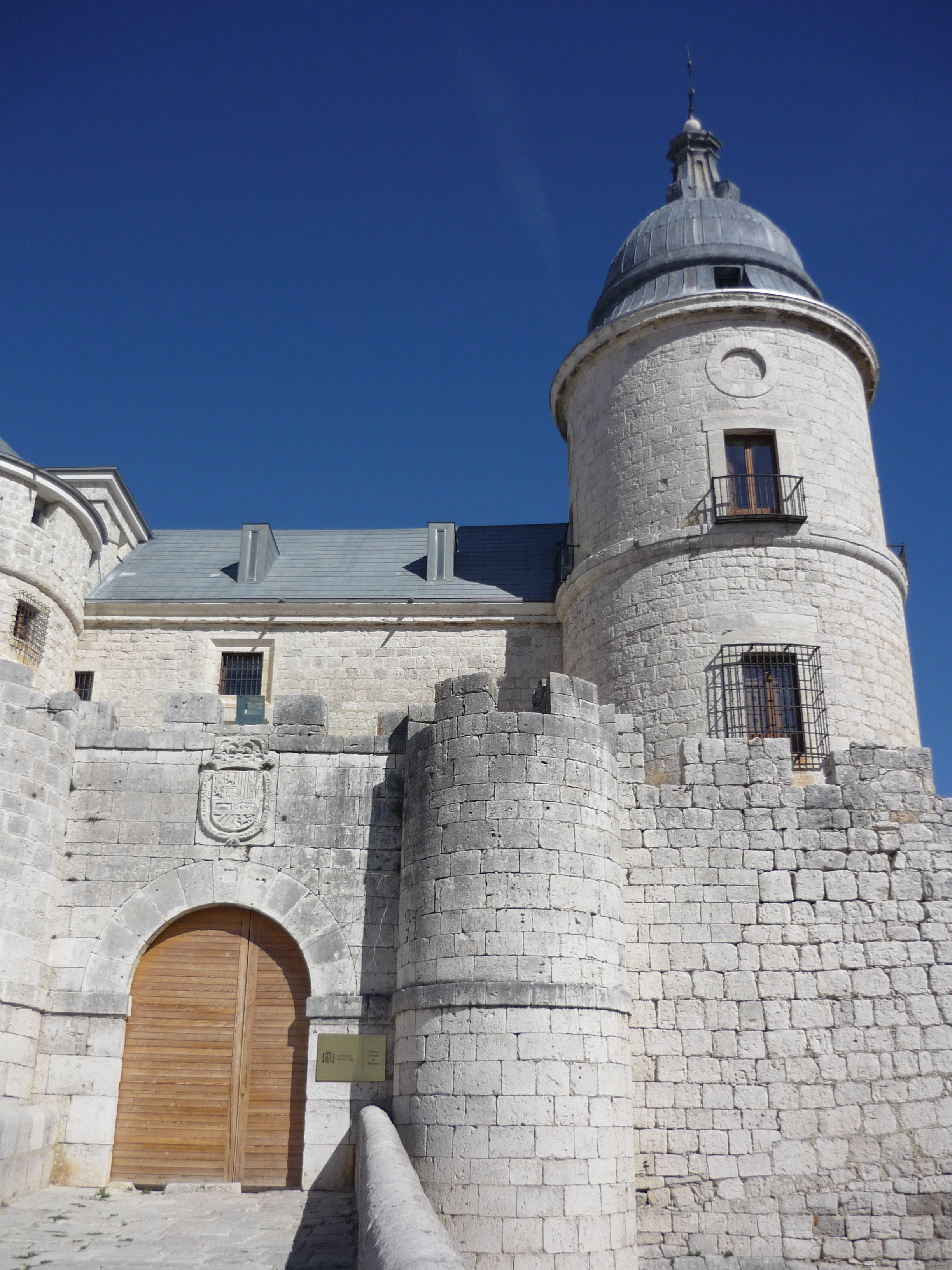
Particolare dellArchivo General de Simancas

Con l'inizio dell'età moderna e la formazione delle monarchie nazionali, gli archivi diventarono necessari ai fini dell'esercizio del potere e della consultazione dei documenti da parte dei sovrani. Gli archivi in quest'epoca furono definiti dei veri e propri "arsenali del potere" (o arsenal de l'autorité), cioè strumenti a disposizione del sovrano, e crescono in funzione dell'attività del governo. Gli archivi vengono perciò tenuti segreti, affidati a funzionari di fiducia del sovrano: non erano assolutamente concepiti per essere consultati, in quanto contenevano i segreti di Stato delle monarchie. Di archivi "reali" ne nacquero parecchi in Europa dopo il Medioevo, tra i quali si ricordano principalmente:
- Archivio generale di Castiglia: istituito a Simancas da Carlo V nel 1540 per provvedere il Regno di Castiglia di un archivio reale simile a quello dell'Aragona, conservava tutti i documenti della monarchia spagnola dalla fondazione al 1844, quando fu aperto agli studiosi e la documentazione non più storica ma trattante di affari attuali della monarchia fu trasferita a Madrid[12].
- Archivio di corte a Vienna (oggi Archivio di Stato Austriaco), fu istituito nel 1749 da Maria Teresa col nome di Geheimes Hausarchiv (ossia Archivio di Corte), il quale nell'Ottocento assunse il nome completo di Archivio di famiglia, di Corte e di Stato (Haus-, Hof- und Staatsarchiv)[13].
- Archivio di Corte a Torino, oggi sede dell'Archivio di Stato di Torino. Progettato da Filippo Juvarra tra il 1731 e il 1733, fu voluto da Carlo Emanuele III[14].
- Archivio napoleonico di Parigi. Napoleone Bonaparte intendeva far confluire al Louvre tutti i documenti dei territori facenti parte dei territori imperiali. Quest'attività si interruppe con il crollo dell'Impero nel 1814 e parte di questa documentazione tornò in parte ai territori originari in seguito al Congresso di Vienna[15].

#### Il Concilio di Trento e gli archivi ecclesiastici: da Paolo V a Benedetto XIII

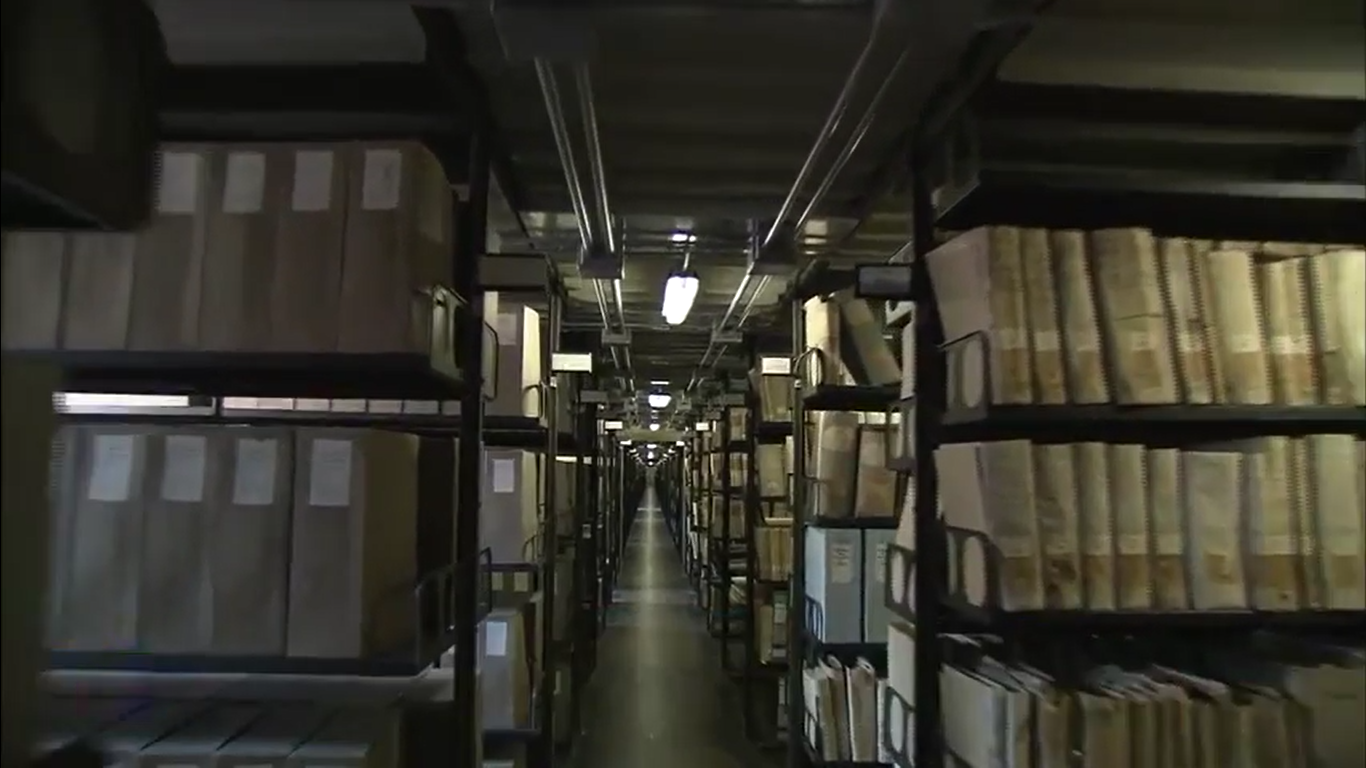
Scaffali nei depositi dell'Archivio Segreto Vaticano

Tra le varie disposizioni disciplinari emanate dal Concilio di Trento (1545-1563) v'era quella di obbligare sia i parroci che i vescovi di tenere degli archivi ecclesiastici per controllare la popolazione cattolica e per vedere se c'erano delle consanguineità tra gli sposi. Da quel momento in poi, i parroci o i loro fiduciari dovevano tenere dei registri in cui annotare i battesimi, i matrimoni e i funerali. Qualche decennio più tardi, anche il Vaticano decise di istituirsi di un "Archivio di Stato": Paolo V (1605-1621) decise infatti di creare, al fianco del archivium vetus (costituito da documenti provenienti dalla Biblioteca Apostolica Vaticana, dalla Camera Apostolica e dall’Archivio di Castel Sant’Angelo), un novum archivium che raccogliesse le carte di governo dello Stato della Chiesa. Si trattava del nucleo di quello che verrà chiamato successivamente Archivio Segreto Vaticano, fondato ufficialmente con il breve Cum nuper del 31 gennaio 1612.

#### Gli archivi nobiliari

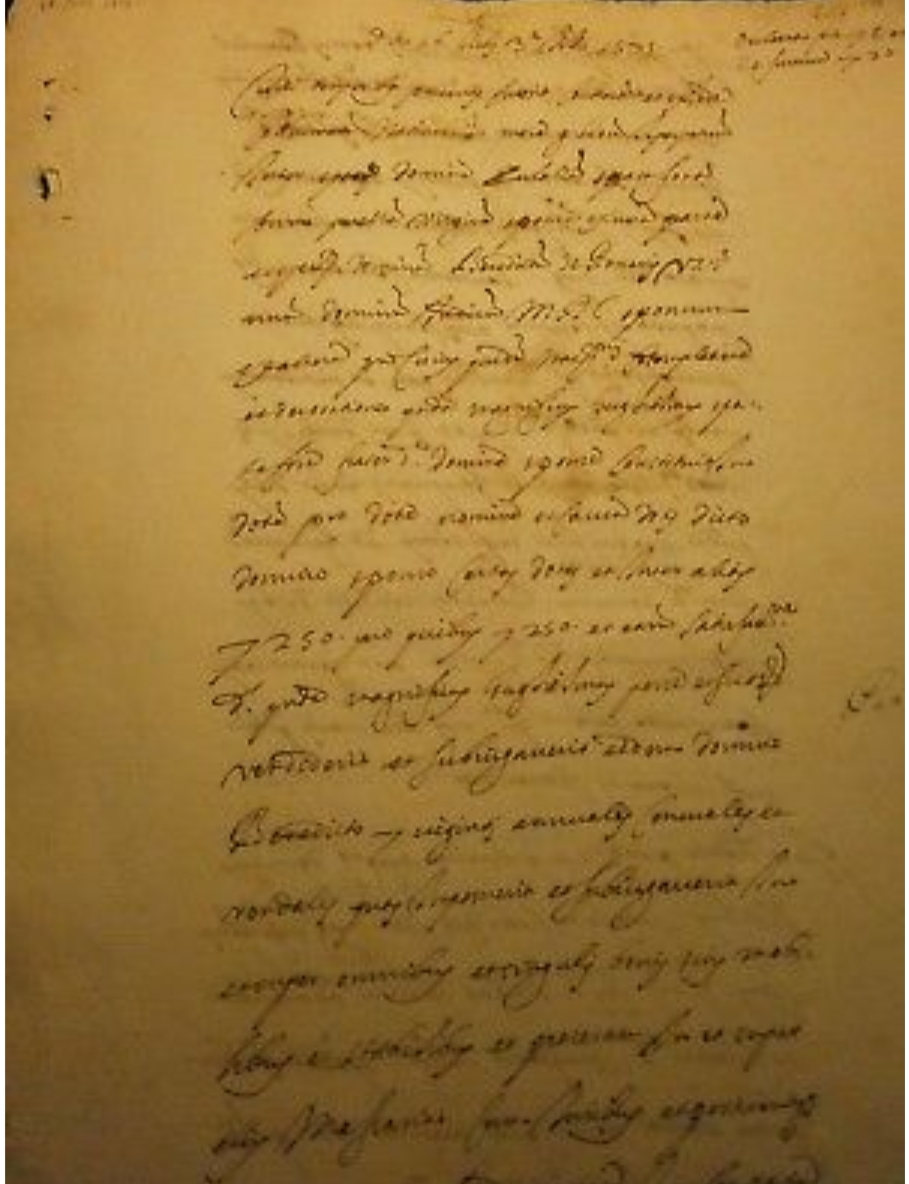
Un manoscritto cartaceo riportante una fede di nobiltà, Archivio storico del Comune di Ferrara, Archivio Antico (1393-1898), Sezione Manoscritti.

Verso la fine del XVIII secolo i nobili italiani godevano di una serie di prerogative che, però, devono essere dimostrate davanti al tribunale araldico. Sia gli austriaci prima che i francesi dopo richiesero alla nobiltà dei territori da loro controllati di portare le prove documentarie per dimostrare la loro effettiva nobiltà. Gli aristocratici, per non perdere i loro privilegi, dovettero ricostruire la loro genealogia per dimostrare che fossero tali (almeno per quanto riguarda Milano) da almeno 100 anni, affidando tale compito a degli studiosi che potessero ricercare i documenti testimonianti la loro nobiltà.

#### Primi scritti di archivistica: tra Germania e Italia (XVI-XVII secolo)
A partire dal tardo XVI secolo, alcuni studiosi cominciarono a ragionare riguardo al funzionamento degli archivi, dando origine alla scienza che ha per oggetto lo studio del funzionamento del materiale depositato negli archivi, ovvero l'archivistica. Il primo trattato risale al 1571, allorché l'erudito tedesco Jakob von Rammingen pubblicò a Heidelberg il testo Von der Registratur, anche se furono gli italiani, nel XVII secolo, a fornire il più nutrito contributo alla manualistica degli albori dell'archivistica.
Fondamentale per la struttura dell'archivio in Italia è il lavoro del vescovo Baldassarre Bonifacio (1584-1659) intitolato De archivis liber singularis (1632), in cui tratta della conservazione e del corretto ordinamento degli archivi "chiusi", cioè non destinati a ricevere ulteriore documentazione, sottolineando al contempo il valore giuridico-probatorio e quello di memoria storica propria degli archivi. Altrettanto importanti sono i lavori di Albertino Barisoni (Commentarius de archivis antiquorum, che vide però la "luce editoriale" solo nel 1737) e quello di Niccolò Giussani, Methodus archivorum sive modus eadem texendi ac disponendi (1684) ove delinea una triplice divisione dell'archivio «per corpus, classes et seriem». Nel 1647 venne composta, infine, un'altra opera dedicata alla gestione dei documenti pubblici: Direttorio et arte per intendere le pubbliche scritture di Fortunato Olmo. Opera che però non riuscì a fornire il proprio contributo alla nascita dell'archivistica poiché rimase inedita. 

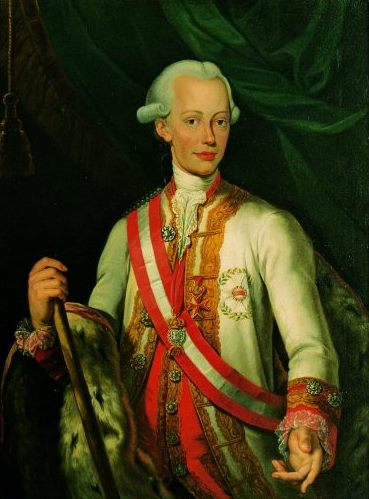
Pietro Benvenuti, Pietro Leopoldo I granduca di Toscana

### Il XIX secolo

#### L'archivio come "memoria storica"
Nel corso dell'Ottocento, l'archivio da memoria di autodocumentazione (ovvero ha una funzione esclusivamente pragmatico-amministrativa per il soggetto produttore) diventa fonte della memoria collettiva: i documenti, quando smettono di funzionare per il soggetto che lo produce, assumono un'importanza storica agli occhi di altre persone, in primis gli studiosi, che non l'hanno prodotto. In quest'ottica, già a partire dagli ultimi decenni del XVIII secolo, gli archivi furono aperti al pubblico:
1. 24 dicembre 1778. Il granduca Pietro Leopoldo di Toscana crea l'Archivio diplomatico, destinato a raccogliere i fondi delle magistrature soppresse e che al contempo viene aperto agli studiosi[23].
2. 12 settembre 1790. L'Assemblea Nazionale, con uno specifico decreto, crea l'Archivio Nazionale «che doveva comprendere - quale sala d’onore, per così dire, delle opere della Rivoluzione - tutti gli atti relativi alla Costituzione, al diritto pubblico, alle leggi ed alla divisione amministrativa del territorio francese»[24]. Anch'esso venne concepito per essere consultabile al pubblico.
3. A Milano, il prefetto delle biblioteche e degli archivi del Regno Italico Luigi Bossi Visconti, con l'aiuto di Michele Daverio, creò, nel 1807, il Museo diplomatico, fondo conservante i documenti più antichi estrapolati dagli archivi milanesi e dei territori del Regno, al fine di farli consultare agli studiosi.

#### Gli ordinamenti degli archivi

##### Il Metodo per materia (o di pertinenza) e Luca Peroni

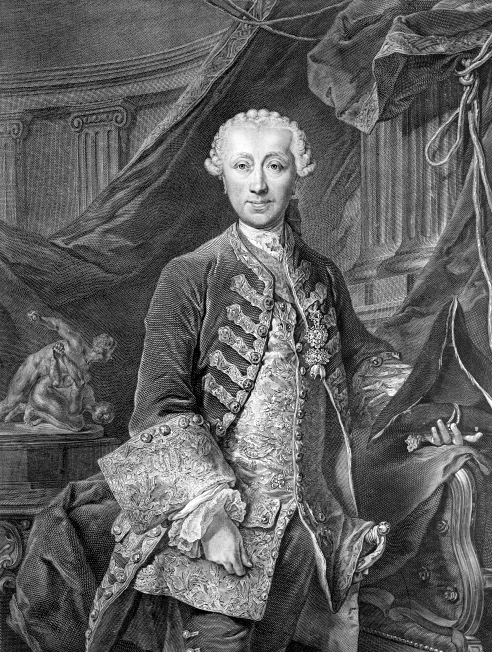
Wenzel Anton principe di Kaunitz, in una stampa del XVIII secolo. Il Kaunitz, insieme ad Obermeyer, fu l'artefice nell'Impero asburgico del metodo per materia.

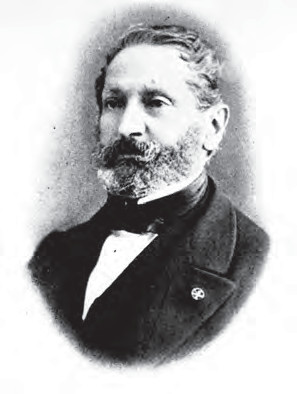
Ritratto di Luigi Osio, direttore degli archivi lombardi dal 1851 al 1873 che si prodigò per il trasporto dei fondi sparsi per Milano nel Palazzo del Senato, attuale sede dell'Archivio di Stato di Milano. L'Osio, cresciuto alla scuola di Peroni, fu un suo seguace.

Verso il finire del '700, vengono creati dei grandi depositi che perdono il collegamento con la cancelleria di provenienza, in seguito alla soppressione di enti religiosi o di magistrature civili. Il tutto è finalizzato in un'ottica razionale, finalizzata alla ricerca immediata di determinati atti da parte delle autorità pubbliche secondo la materia trattata.
I documenti così ordinati secondo lo spirito illuminista (si pensi all'Encyclopédie di Diderot e d'Alambert, ma anche ai testi di Pierre Camille Le Moine, Diplomatique pratique, 1765 e di De Chevrières, Le nouvel archiviste, 1775) trovarono un primo luogo di sviluppo a Vienna, grazie all'archivista di corte Johann Georg Obermeyer, quest'ultimo supportato dal potente cancelliere Kaunitz. Questo metodo fu esportato poi in Lombardia grazie alla visita nella capitale asburgica di Ilario Corte che, divenuto nel 1781 responsabile del trasferimento degli archivi governativi dal Castello Sforzesco a San Fedele, applicò il metodo per materia insegnandolo al suo allievo più promettente, Luca Peroni.
Quest'ultimo radicalizzò ulteriormente il metodo per materia: se il Corte applicava il metodo per materia senza scorporare gli archivi, il Peroni, già dal 1798, inviò al governo rivoluzionario francese uno schema in cui proponeva la fusione di numerosi archivi conservati a San Fedele, con conseguente scarto di ingente quantità di materiale e ordinamento delle carte in base a titoli dominanti simili a quelli previsti da Ilario Corte. Quando poi Peroni divenne il Direttore degli archivi governativi lombardi nel 1818 in seguito alla morte di Bartolomeo Sambrunico, esercitò «con autorità assoluta» il mandato estendendo il suo metodo oltre i confini milanesi. Il metodo peroniano continuò, a Milano, fino agli albori del XX secolo, quando fu adottato il metodo storico di Bonaini e quello degli archivisti olandesi grazie all'intervento di Luigi Fumi e Giovanni Vittani.

##### Dalrispetto dei fondial metodo storico: Francesco Bonaini

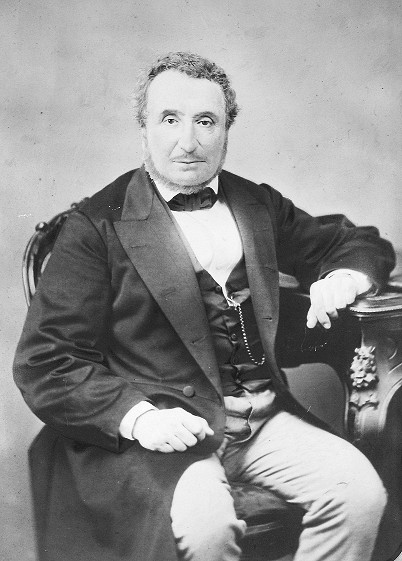
Ritratto di Francesco Bonaini

Nella seconda metà dell'Ottocento, però, vi fu una reazione nei confronti del metodo per materia. In Francia, su proposta dello storico Natalis de Wailly, il ministero degli Interni emanò una circolare (le Instructions del 24 aprile 1841) in cui si stabilisce il principio di provenienza o rispetto dei fondi.

In Italia, dove tale metodo era già applicato nel Regno delle Due Sicilie e nello Stato Pontificio tra il 1818 e il 1839, fu definitivamente messo in opera dall'archivista toscano Francesco Bonaini (1806-1874) il quale riorganizzò l'Archivio di Stato di Firenze secondo quello che verrà definito "metodo storico", come espresso nel 1867 in una note al Ministero dell'Istruzione:
(Francesco Bonaini, in Valenti, Riflessioni sulla natura e struttura degli archivi, p. 87)
Secondo Bonaini, dunque, non si deve rispettare soltanto il soggetto produttore, ma bisogna ricrearlo esattamente come lo aveva organizzato, operando dunque una ricostruzione storica. Tale metodologia sarà alla base poi dell'archivistica attuale, venendo fatta propria sia dalla legislazione italiana che dal primo manuale di archivistica moderna, il Manuale degli archivisti olandesi, tradotto nel 1905 in tedesco e nel 1908 in italiano.

#### La distinzione tra gli archivi "storici" da quelli "correnti"
Sempre nel XIX secolo si sviluppa la separazione tra la fase di creazione e utilizzo e la fase di conservazione: ora ci sono luoghi che producono solo documentazione storica distinti da quelli in cui sono custoditi solo documenti che hanno una finalità pratica e a breve termine.

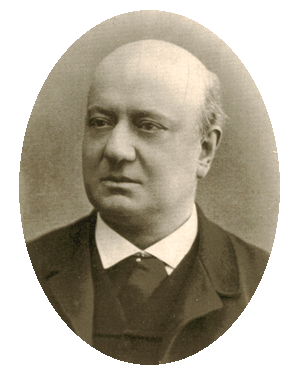
Cesare Guasti (1822-1889)

### L'archivistica del Novecento

#### Tra '800 e '900: dalla scuola toscana a quella maceratese
Il metodo storico del Bonaini, per quanto fosse stato "consacrato" con la Commissione Cibrario del 1870 e con il R.D. 1852/1874 quale metodo ufficiale dell'ordinamento archivistico, fu però criticato perché troppo teorico e perché lo stesso Bonaini non lasciò degli scritti che ne esponessero il pensiero. Arnaldo D'Addario, per esempio, guardava con maggior favore all'opera di un allievo di Bonaini, Salvatore Bongi, e all'opera di Cesare Guasti il quale voleva che la scienza archivistica fosse insegnata nelle apposite scuole e che «l'archivio fosse scuola», pensiero ripreso da Carlo Malagola il quale voleva che la paleografia e la diplomatica, benché viste come scienze nobili e autonome in sé stesse, non fossero superiori all'archivistica, ma il contrario. Pensiero raccolto poi nel D.R. del 1896.
Nel frattempo, a Macerata si stava sviluppando una nuova corrente di pensiero all'interno della scienza archivistica: Lodovico Zdekauer ed Ezio Sebastiani, quest'ultimo allievo del primo che era docente di diritto all'università marchigiana ed ex archivista all'Archivio di Stato di Siena e allievo di Bonaini stesso, proponevano che gli archivi rientrassero all'interno dei beni demaniali dello Stato (per la precisazione, questa teoria fu esposta con la tesi di Sebastiani in diritto nel 1902).

#### La scuola milanese del Primo Novecento

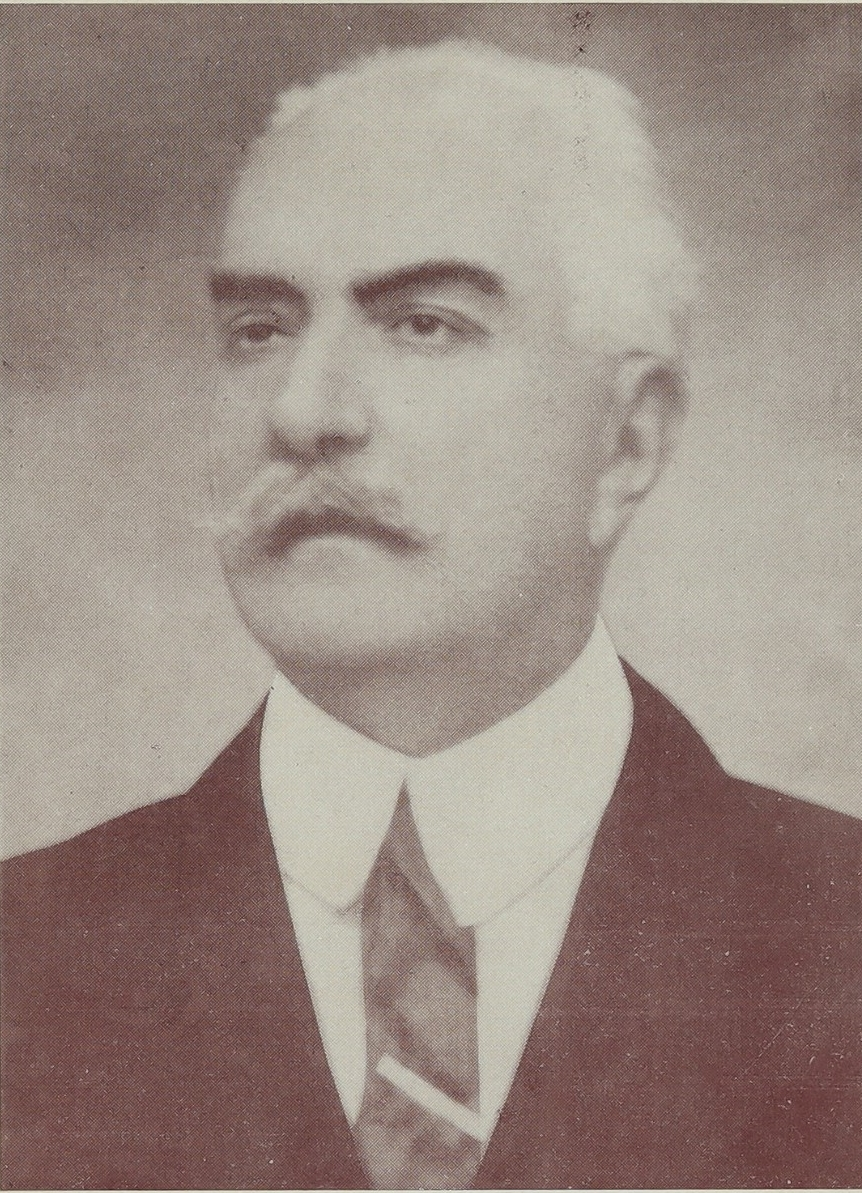
Luigi Fumi, direttore dell'Archivio di Stato di Milano dal 1907 al 1920, particolare.

Il metodo peroniano, seguito ancora in particolar modo sotto Luigi Osio (1851-1873) e in parte sotto Cesare Cantù (1873-1895), fu abbandonato completamente con l'arrivo, a Milano, del conte reggiano Ippolito Malaguzzi Valeri (1899-1905) il quale, già reduce dal riordinamento dell'Archivio di Stato di Modena secondo i principi adottati da Bonaini in Toscana e in Emilia, intendeva apportare delle modifiche radicali anche al sistema archivistico milanese. La sua prematura scomparsa nel 1907 fu raccolta però da Luigi Fumi (1905-1920) il quale, entrato in contatto anch'egli con il principio di provenienza e il metodo storico di Bonaini, intese non soltanto portare avanti il programma del Malaguzzi Valeri avvalendosi di promettenti archivisti e diplomatisti quali Cesare Manaresi, Giuseppe Bonelli e Giovanni Vittani, riordinando dov'era possibile i fondi peroniani; ma anche rivitalizzare il programma della scuola annessa all'Archivio, patrocinando come manuale di studio quel Manuale di Faith, Frein e Müller che fu tradotto ed edito nel 1908 proprio da Bonelli e da Vittani. La scuola e l'archivio, così, diventarono centro d'interesse a livello nazionale, grazie alla stesura dell'Annuario dal 1911 al 1919 e alle Prolusioni che il Vittani, direttore della scuola, teneva all'inizio di ogni anno accademico.

#### La scuola romana ed Eugenio Casanova
La dottrina archivistica, che aveva compiuto dalla sua tarda investitura "ufficiale" alla fine dell'Ottocento straordinari progressi, cercava di affermare la propria autonomia epistemologica rispetto alla paleografia e alla diplomatica, accentuando le distanze e le divergenze nei principi e nelle finalità di ricerca. È certamente ad Eugenio Casanova (1867-1951) che possiamo ricondurre questo difficilissimo compito, proprio negli stessi anni in cui infervorava il dibattito tra i diplomatisti tedeschi: Casanova si poneva così sulla stessa linea inaugurata nei primissimi anni del Novecento dai principali esponenti della Scuola archivistica milanese.
Così anche nelle Scuole degli Archivi di Stato sia il "programma generale di paleografia e dottrina archivistica" che il "programma di idoneità per la promozione a primo archivista" sancivano "l'importanza secondaria degli interessi delle ricerche storiche nell'ordinamento degli archivi" . In realtà, molto più temperato agli esordi, Casanova, in una recensione della prolusione e del programma di paleografia e diplomatica di Lodovico Zdekauer, nel 1897, aveva rilevato come nella Facoltà di diritto l'accento era stato giustamente posto sulla diplomatica, con "maggiore, anzi soverchiante larghezza" rispetto alla paleografia, essendo rispetto a quest'ultima, di maggiore utilità sia ai giuristi che agli archivisti. Nel quinquennio 1914-1919, in pieno sforzo bellico, Eugenio Casanova cambiava rotta fondando «Gli Archivi Italiani», prima rivista a carattere nazionale totalmente dedicata all'archivistica, ma aperta alle "discipline ausiliari", paleografia e diplomatica. Sulle Scuole, lo studioso torinese ricordava la necessità di una maggior cura nell'insegnamento dell'archivistica, la quale doveva costituire l'oggetto principale della cultura dei funzionari; nel 1916 lo stesso aveva lodato la creazione di un insegnamento di archivistica da parte di Luigi Genuardi di Molinazzo, docente di storia del diritto italiano presso l'Università di Palermo. Bisogna attendere il 1925 perché proprio a Casanova sia affidato il primo insegnamento universitario presso la Facoltà di scienze politiche dell'Università di Roma, incarico che fu portato avanti ininterrottamente fino al 1935. Ma è del 1928 la prima edizione del famoso manuale Archivistica, opera più vasta e completa della disciplina sino ad allora e punto di partenza per le successive speculazioni teoriche. Altissimo, nell'opera, il concetto dell'archivistica e dell'importanza di essa al di sopra di ogni disciplina per la formazione dei futuri archivisti, ricordando che
Un vero e proprio muro dunque, quello innalzato dal Casanova nei confronti della diplomatica, e che ben si spiega con quelle che erano le precipue finalità dell'archivista torinese: liberare l'archivistica dal legame che sino allora l'aveva indissolubilmente legata alle discipline più marcatamente storico-critiche, tentando così una "cosa a nostra conoscenza mai sperimentata […] l'affermazione di una nuova scienza".

#### Gli archivi contemporanei e le sfide della conservazione digitale

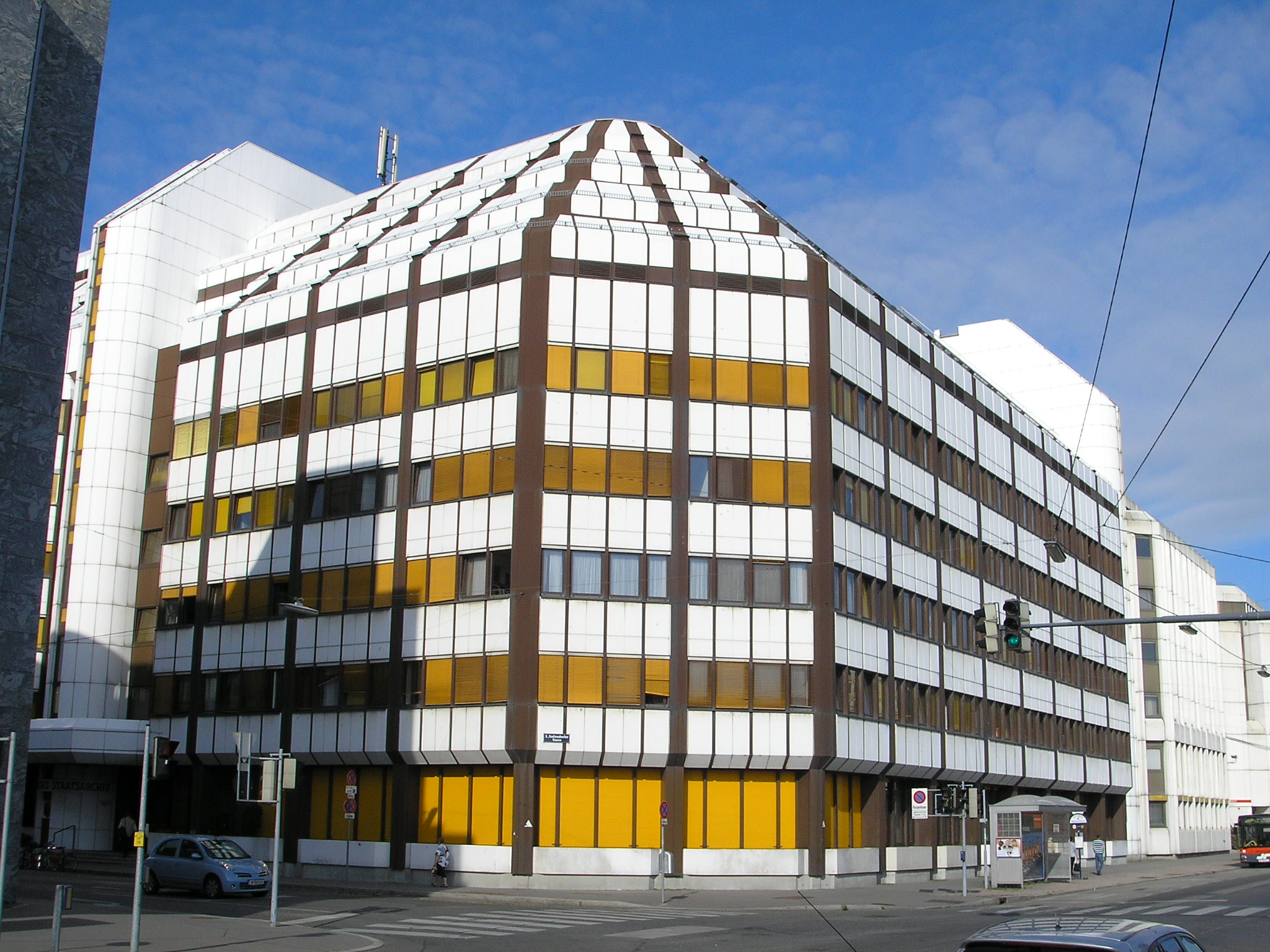
Staatsarchiv (Archivio di Stato) di Erdberg, Austria

L'imposizione del metodo storico e gli ordinamenti statali nei confronti degli istituti di conservazione hanno omologato la gestione archivistica in tutto il mondo. Negli anni più recenti sono tornati alla ribalta i problemi legati alla formazione, la gestione e la conservazione degli archivi, soprattutto riguardo all'introduzione di nuove tecnologie, che in futuro potrebbero rivoluzionare la consistenza degli archivi. Si tratta in particolare delle tecnologie informatiche e telematiche, che hanno reso impellente la revisione di metodologie ormai consolidate da decenni. L'uso delle nuove tecnologie, soprattutto dopo aver superato una prima fase di sperimentazione un po' improvvisata all'inizio degli anni ottanta, si sta via via affinando sempre maggiormente, con procedimenti più meditati, consapevoli e raffinati, sostenuti anche dall'istituzione di appositi organismi statali (in Italia l'AgID, acronimo per l'Agenzia per l'Italia digitale), anche se restano da sciogliere i dubbi legati all'organizzazione dei documenti che non comprometta il vincolo e alla conservazione dei nuovi supporti digitali nel futuro: se un foglio di carta ha infatti dimostrato di poter essere conservato, tramite le opportune cautele, anche per secoli, per quanti anni sarà consultabile un supporto DVD o un disco rigido? Questi sono i nodi da sciogliere nel presente e nell'immediato futuro.

### Esplicative
1. ↑  In Lombardia le prime testimonianze risalgono alla civiltà camuna (graffiti su pietra), ma per intendere l'archivio inteso come odierno è necessario che 1) la civiltà sia stabile e organizzata; 2) organizzazione archivistica stabile con supporti duraturi; 3) finalità pratiche.
2. ↑  Angelucci, p. 57 ricorda l'importante costituzione apostolica Maxima vigilantia emanata, nel XVIII secolo, da parte di papa Benedetto XIII (1723-1730), con cui il papa ordinò la creazione degli archivi ecclesiastici dettando anche le norme di ordinamento e conservazione del materiale archivistico.
3. ↑  A Milano, però, alcuni archivisti si opposero a questa modalità. L'archivista camerale Gaetano Pescarenico tarda l’applicazione del metodo imposto dal governo austriaco (Lodolini, p. 91). Comunque, dopo la sua morte (1774), fu nominato all’Archivio Camerale, nato nel 1768 dalla fusione del Magistrato ordinario e del Magistrato straordinario, soppressi nel 1749, Bartolomeo Sambrunico, il quale invece si allineò al metodo per materia.

### Bibliografiche
1. ↑  Angelucci, p. 18.
2. ↑  Bertini-Petrilli, p. 56.
3. ↑  Bertini, p. 10.
4. ↑  Ghezzi, p. 123; Lodolini, 1991, pp. 19-20.
5. ↑  Lodolini, 1991, p. 21.
6. 1 2  Angelucci, p. 30.
7. ↑  Bertini-Petrilli, pp. 58-59.
8. ↑  Romiti, p. 23.
9. ↑  Angelucci, p. 36.
10. ↑  Zanni Rosiello, 2009, p. 49.
11. ↑  Zanni Rosiello, p. 60.
12. ↑  González de Amezúa, p. 13; p. 18.
13. ↑  Haus-, Hof- und Staatsarchiv.
14. ↑  Bertini-Valori, p. 105.
15. ↑  Donato, Introduzione, p. I e segg.; Angelucci, pp. 82-83.
16. ↑  Note storiche.
17. ↑  Boaga-Palese-Zito, p. 270.
18. ↑  Zanni Rosiello, 2009, pp. 53-54.
19. ↑  Guérin-Dalle Mese, p. 75.
20. ↑  Boaga-Palese-Zito, p. 60.
21. ↑  Lodolini, 1991, pp. 61-62.
22. ↑  Lodolini, 1991, p. 62; Boaga-Palese-Zito, p. 60 e Angelucci, p. 66.
23. ↑  Lodolini, p. 80.
24. ↑  Brenneke, p. 213.
25. ↑  Lodolini, 1991, p. 77.
26. ↑  Bazzi, p. 108 §2.
27. ↑  Valenti, p. 159.
28. ↑  Angelucci, p. 74.
29. ↑  Lodolini, 1974, pp. 32-64.
30. ↑  Lodolini, 1991, p. 163.
31. ↑  Raponi, pp. 321-322.
32. ↑  Raponi, p. 323.